# Бирьяту
Бирьяту́ (фр. Biriatou) — коммуна во Франции, находится в регионе Новая Аквитания. Департамент — Атлантические Пиренеи. Входит в состав кантона Андай-Кот-Баск-Сюд. Округ коммуны — Байонна.
Код INSEE коммуны — 64130.

## География

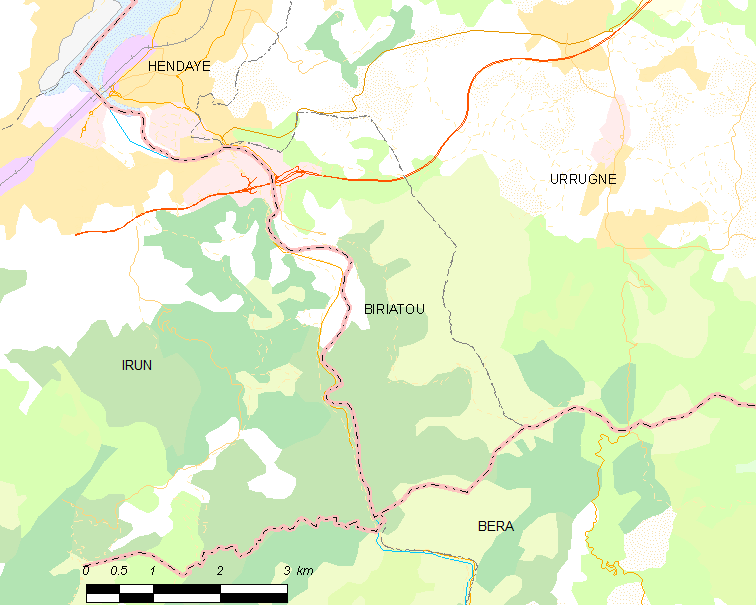
Карта коммуны

Коммуна расположена приблизительно в 690 км к юго-западу от Парижа, в 195 км юго-западнее Бордо, в 115 км к западу от По.
На западе коммуны протекает река Бидасоа.

## Климат
Климат тёплый океанический. Зима мягкая, средняя температура января — от +5°С до +13°С, температуры ниже −10 °C бывают редко. Снег выпадает около 15 дней в году с ноября по апрель. Максимальная температура летом порядка 20-30 °C, выше 35 °C бывает очень редко. Количество осадков высокое, порядка 1100 мм в год. Характерна безветренная погода, сильные ветры очень редки.

## Население
Население коммуны на 2010 год составляло 1087 человек.
| 1962 | 1968 | 1975 | 1982 | 1990 | 1999 | 2010 |
| ---- | ---- | ---- | ---- | ---- | ---- | ---- |
| 545  | 577  | 530  | 594  | 694  | 830  | 1087 |

## Администрация
| Период | Период | Фамилия       | Партия        | Примечания |
| ------ | ------ | ------------- | ------------- | ---------- |
| 1948   | 1954   | Жан Ирибарран |               |            |
| 1954   | 1971   | Жозеф Альзюэ  |               |            |
| 1971   | 1989   | Иньяс Беллоки |               |            |
| 1989   | 2020   | Мишель Ирьяр  | Разные правые |            |

## Экономика
В 2010 году среди 719 человек трудоспособного возраста (15-64 лет) 538 были экономически активными, 181 — неактивными (показатель активности — 74,8 %, в 1999 году было 68,9 %). Из 538 активных жителей работали 504 человека (271 мужчина и 233 женщины), безработных было 34 (12 мужчин и 22 женщины). Среди 181 неактивных 50 человек были учениками или студентами, 74 — пенсионерами, 57 были неактивными по другим причинам.

## Достопримечательности
- Церковь Св. Мартина (XIV век). Исторический памятник с 2010 года[4]
- Редут Людовика XIV (XVIII век). Исторический памятник с 1997 года[5]

## Фотогалерея

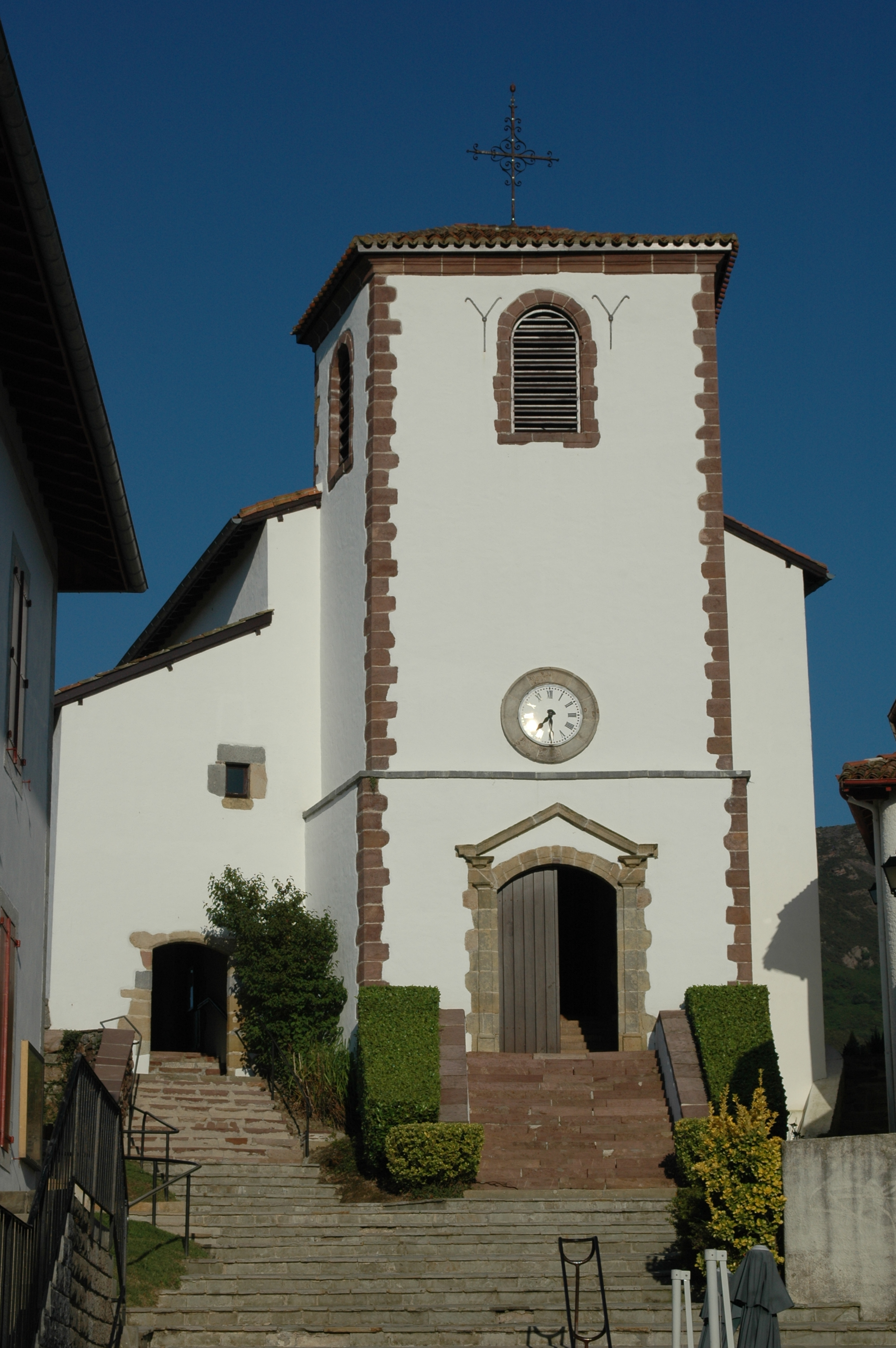
Церковь Св. Мартина
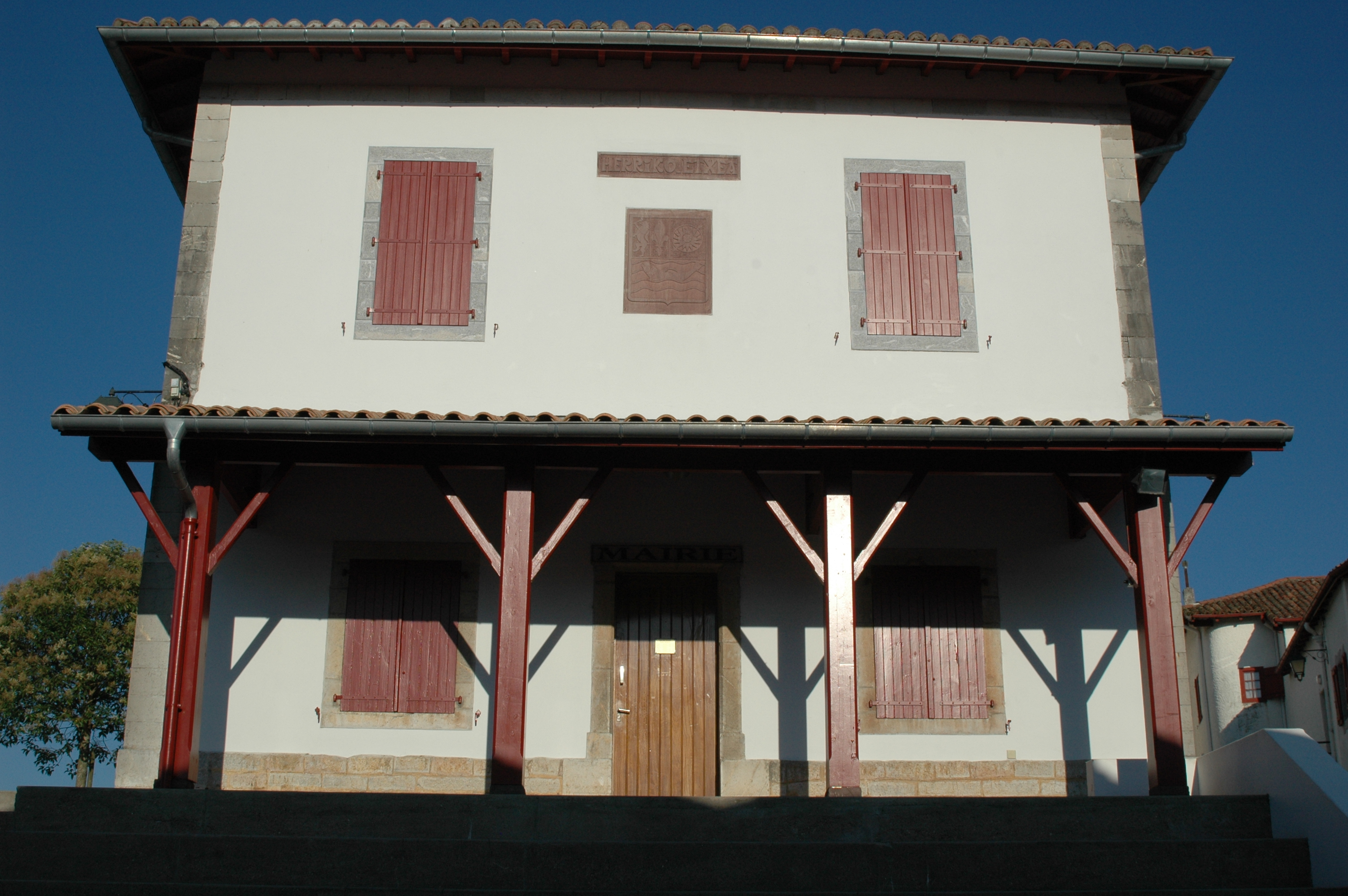
Мэрия
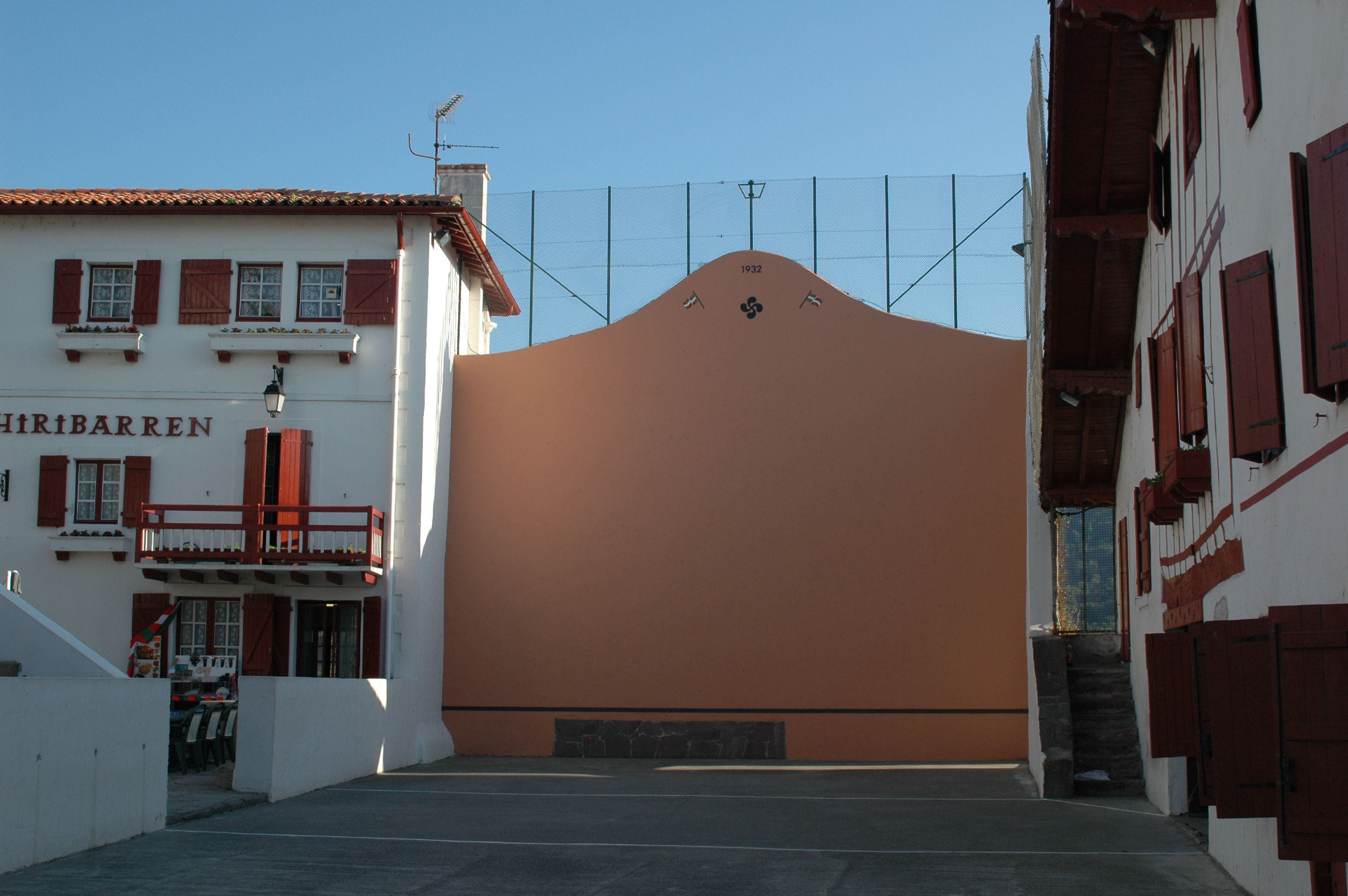
Фронтон (площадка для игры в пелоту)
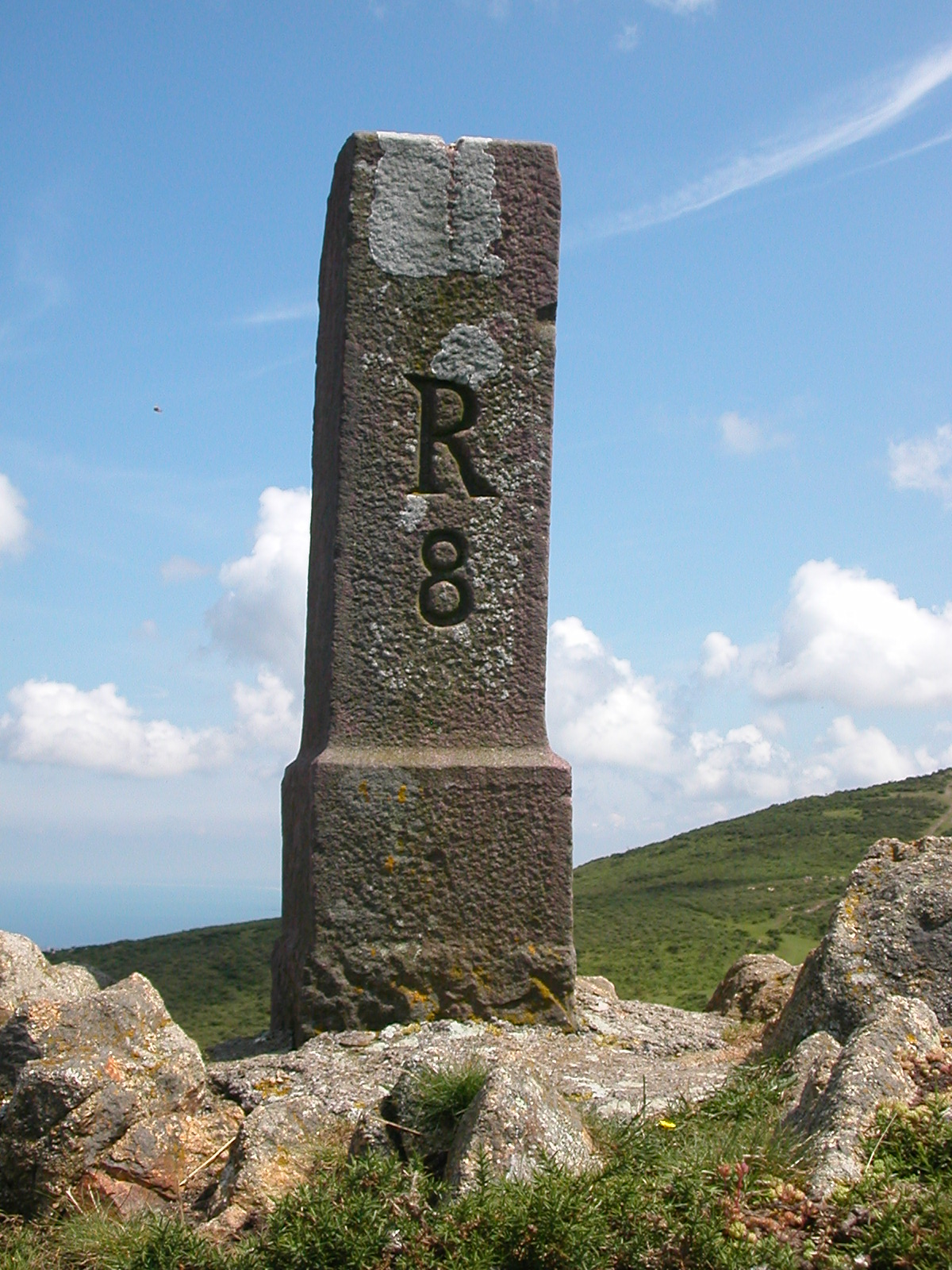
Пограничный столб
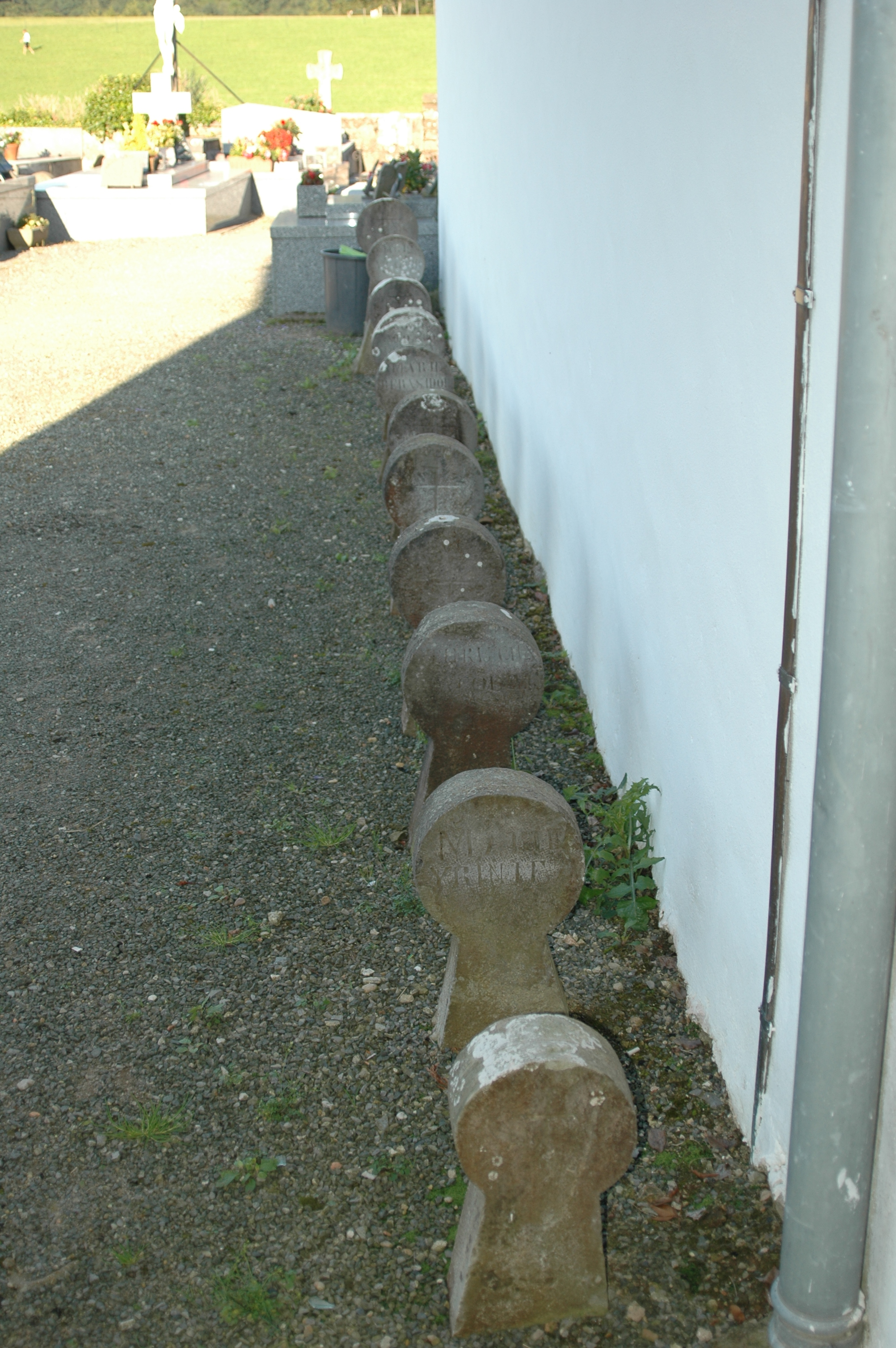
Баскские дискообразные стелы
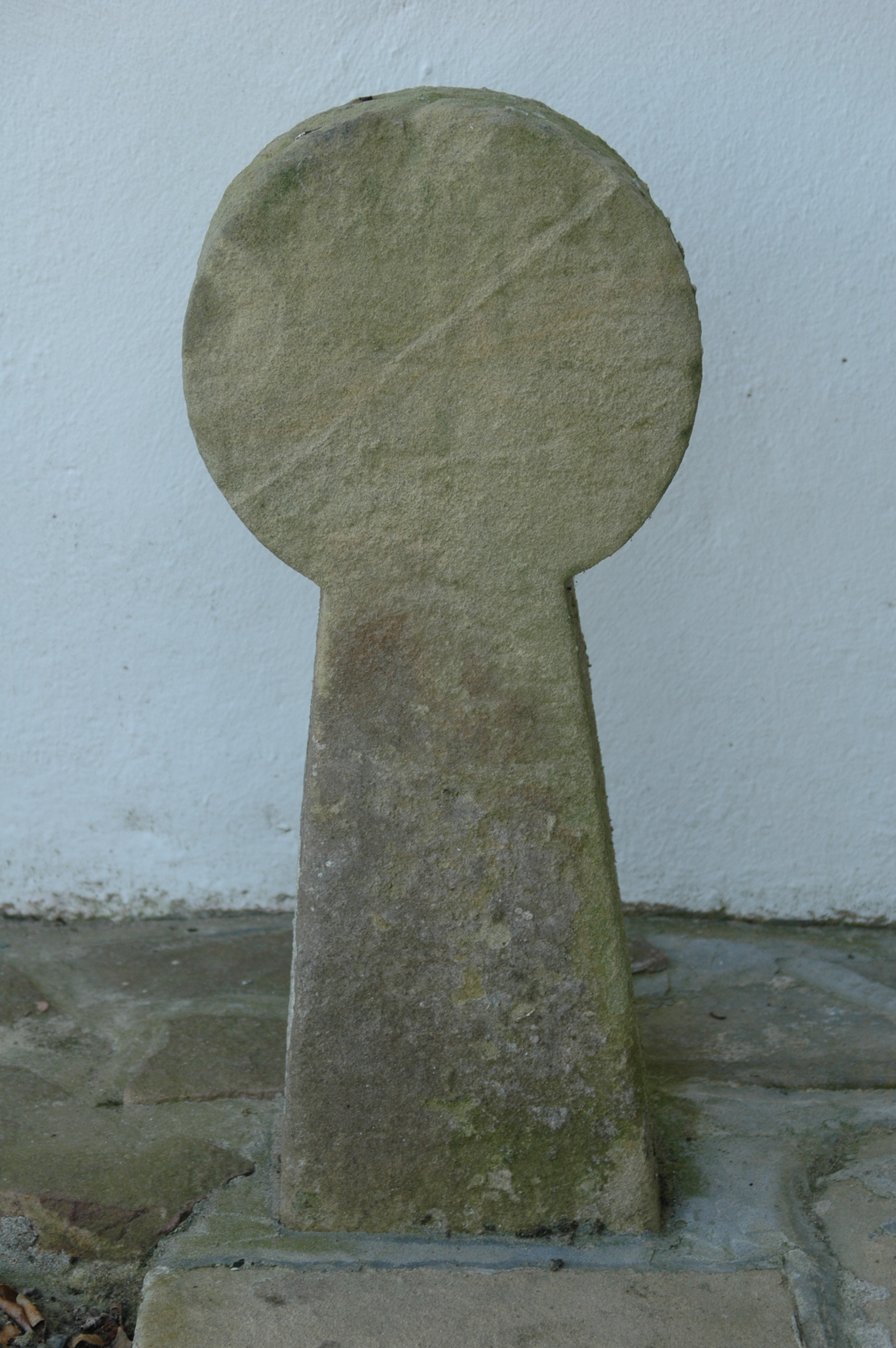
Баскская дискообразная стела
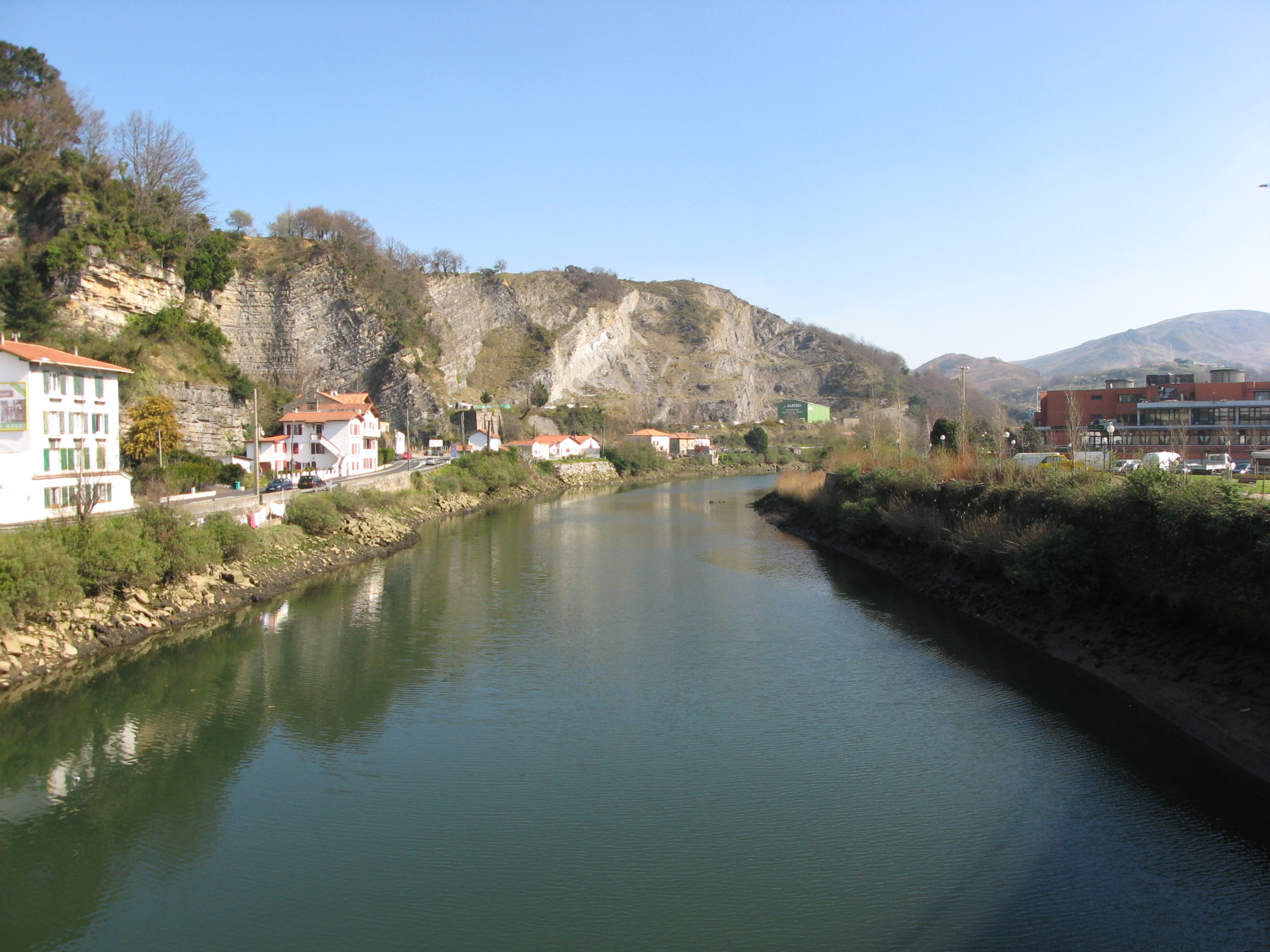
Река Бидасоа
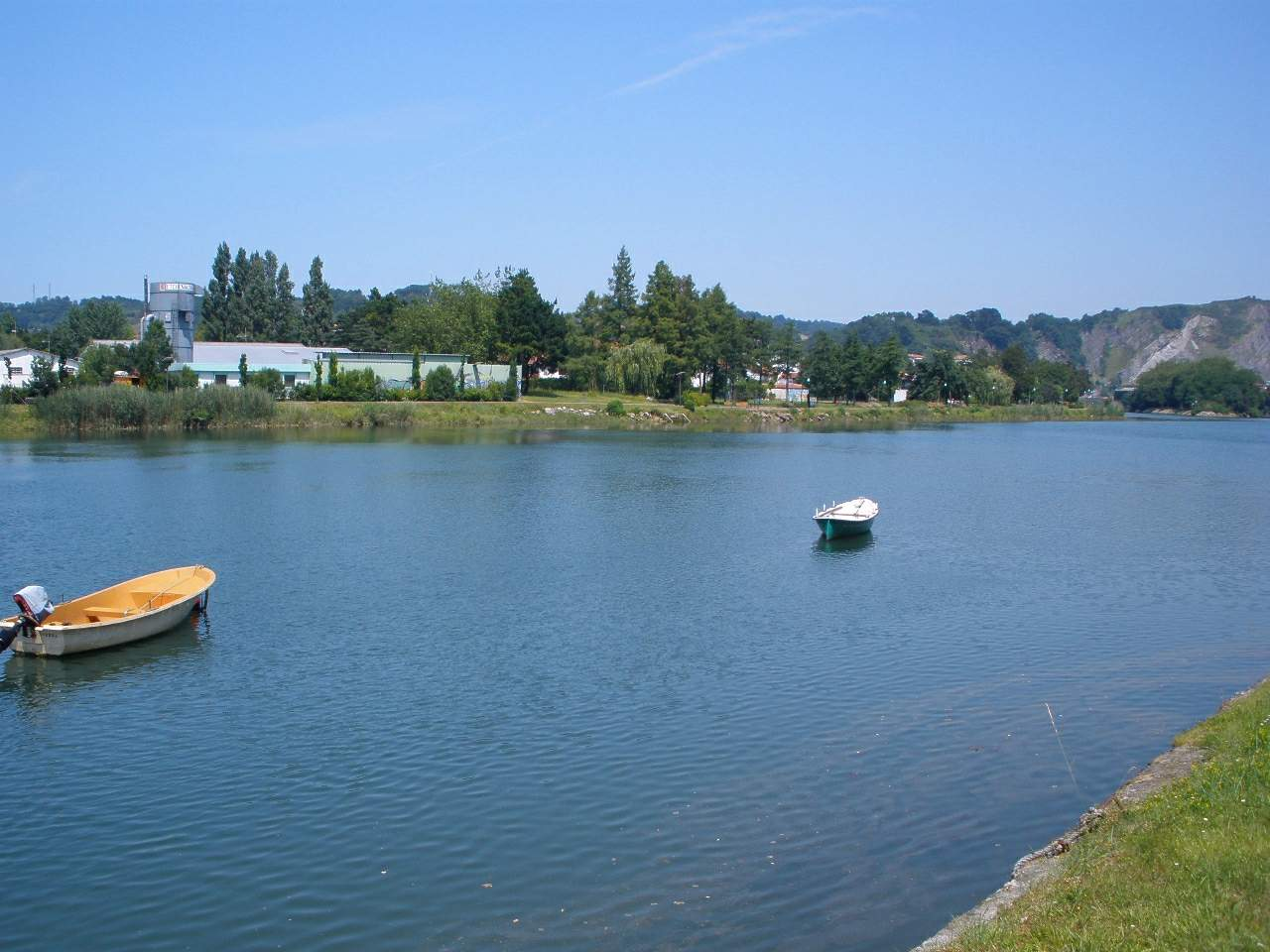
Река Бидасоа
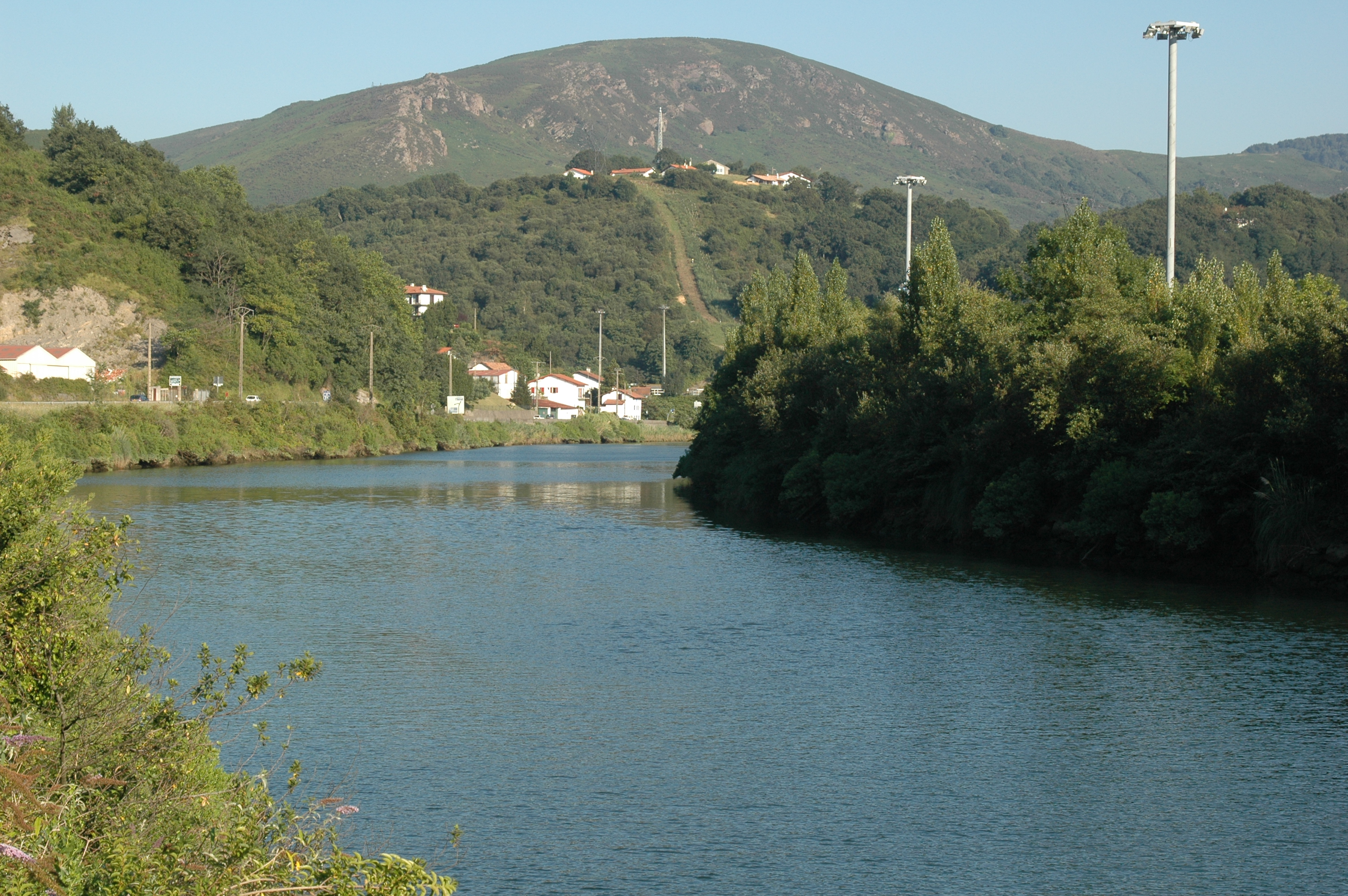
Река Бидасоа